# Arend (bier)
Arend is een Belgisch bier van hoge gisting.
Het bier wordt sinds 2006 gebrouwen in Brouwerij De Ryck te Herzele. De naam Arend verwijst naar de vroegere benaming van de brouwerij.

## Varianten
- Arend Blond, goudblond bier met een alcoholpercentage van 6,5%
- Arend Dubbel, bruin bier met een alcoholpercentage van 6,5%
- Arend Tripel, goudblond bier met een alcoholpercentage van 8%
  - Winnaar gouden medaille op de European Beer Star 2008 te Neurenberg en zilveren medaille op de European Beer Star 2011 in de categorie Belgian Style Triple.[1]
- Arend Winter, donker amberkleurig kerstbier met een alcoholpercentage van 6,3%. Dit was oorspronkelijk de Christmas Pale Ale, sinds 1986 gebrouwen en in 2007 in een nieuw jasje gestoken.
- Gouden Arend 125, goudblond bier met een alcoholpercentage van 9,3%. Ter gelegenheid van de 125ste verjaardag van het ontstaan van de brouwerij werd dit bier in 2011 op de markt gebracht.

## Prijzen
- European Beer Star 2013 - gouden medaille in de categorie Belgian-style Tripel voor Arend Tripel